# Costa Rodrigues
Manuel Bernardino da Costa Rodrigues, mais conhecido como Costa Rodrigues (São Luís, 5 de fevereiro de 1853 — 29 de abril de 1929), foi um médico e político brasileiro.
Foi senador pelo Maranhão de 1915 a 1930 e deputado federal de 1891 a 1896 e de 1906 a 1913.